# Spin valve

Mô hình hiệu ứng từ điện trở khổng lồ trong các spin valve

Spin valve (chưa có tên gọi riêng trong tiếng Việt) là một linh kiện từ tính cấu tạo từ một màng mỏng đa lớp gồm các lớp sắt từ ngăn cách bởi các lớp phi từ mà ở đó điện trở của hệ thay đổi phụ thuộc vào sự định hướng của từ độ trong các lớp sắt từ. Tính chất của spin valve dựa trên hiệu ứng từ điện trở khổng lồ và được ứng dụng trong các đầu đọc ổ cứng máy tính. Spin valve được coi là thế hệ linh kiện spintronic thứ nhất.

## Hiệu ứng từ điện trở và spin valve ban đầu
Khái niệm về linh kiện spin valse được xuất hiện liền với phát kiến về hiệu ứng từ điện trở khổng lồ mà ở đó điện trở của hệ màng mỏng từ đa lớp gồm các lớp sắt từ ngăn cách bởi lớp phi từ có thể thay đổi rất lớn dưới tác dụng của từ trường ngoài. Cơ chể của hiệu ứng được lý giải qua cơ chế "tán xạ phụ thuộc spin" của điện tử. Và có thể thấy rằng trạng thái của hệ (điện trở cao, điện trở thấp) phụ thuộc vào sự định hướng tương đối của từ độ của các lớp sắt từ. Có nghĩa là việc từ độ các lớp này định hướng tương đối với nhau ra sao (song song, phản song song) có thể cho phép dòng dòng điện tử (dòng spin) được truyền qua hoặc không thể truyền qua, hay nói cách khác, từ độ của các lớp sắt từ hoạt động như một chiếc van đóng mở spin. Đây chính là ý tưởng về cấu trúc spin valve.

## Spin valve với liên kết phản sắt từ

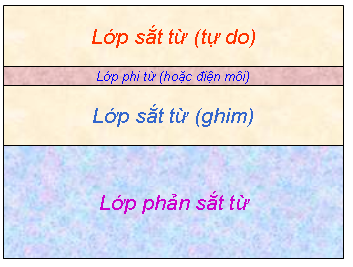
Cấu trúc cắt ngang của màng đa lớp spin valve với liên kết phản sắt từ.

Mô hình màng mỏng đa lớp với các lớp sắt từ xen kẽ bởi các lớp mỏng phi từ tạo ra hiệu ứng từ điện trở khổng lồ là mô hình sơ khai đầu tiên. Tuy nhiên, đây là cấu trúc đơn giản với sự quay của các lớp sắt từ theo từ trường khá tự do và việc điều khiển tín hiệu trở nên khó khăn. Và chính nhóm của Peter Grunberg đã cải tiến mô hình này thành cấu trúc spin valve như hiện nay với việc sử dụng một lớp phản sắt từ. Cấu trúc cắt ngang của mô hình này gồm 4 lớp chính: bên dưới là lớp màng mỏng vật liệu phản sắt từ (hiện nay sử dụng phổ biến là IrMn...), bên trên lớp này là lớp sắt từ đầu tiên có từ độ bị ghim bởi lớp phản sắt từ nên có từ độ bị giữ theo một hướng (gọi là lớp ghim), phía trên là lớp phi từ (hoặc lớp điện môi), và trên cùng là lớp sắt từ với từ độ quay tự do.
Với mô hình này, khi đặt từ trường ngoài chỉ có từ độ của lớp tự do bị quay theo từ trường ngoài do đó hiệu ứng từ điện trở hầu như chỉ phụ thuộc vào từ độ lớp bên trên. Từ độ của lớp ghim bên dưới chỉ bị quay đi khi có từ trường ngoài đủ lớp để phá vỡ liên kết với lớp phản sắt từ.
Với cấu trúc này, đường cong từ điện trở của hệ trở nên thay đổi nhảy bậc sắc nét và đường cong từ trễ của hệ cũng trở nên khác với thông thường với dạng đường trễ dịch do sự liên kết giữa hai lớp sắt từ-phản sắt từ với hình ảnh đường cong từ trễ bị dịch đi một quãng về phía từ trường âm gọi là trường trao đổi dịch (exchange-bias field).

## Spin valve CPP và CIP

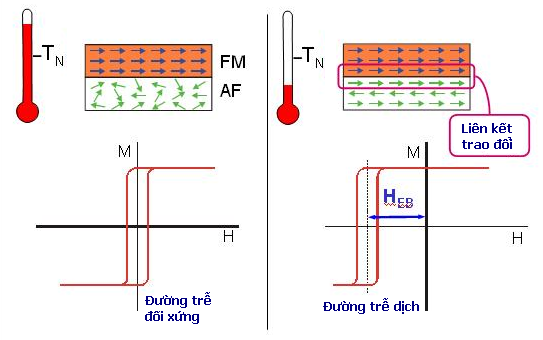
Đường trễ dịch do liên kết trao đổi giữa hai lớp sắt từ và phản sắt từ. Ở trên nhiệt độ Neel, không có sự dịch đường trễ do không có tính sắt từ. Ở dưới nhiệt độ Neel, liên kết sắt từ-phản sắt từ tạo nên đường cong từ trễ bị dịch đi một khoảng.

CPP (Current Perpendicular to Plane) và CIP (Current In Plane) là hai cấu hình từ điện trở trong cấu trúc spin-valve, được quy định bởi chiều dòng điện chạy trong linh kiện. Cấu trúc CPP có dòng điện chạy vuông góc với mặt phẳng màng, trong khi cấu trúc CIP có dòng điện chạy song song với bề mặt màng. Thông thường, cấu trúc CPP sẽ cho giá trị hiệu ứng GMR (hoặc TMR) lớn hơn so với cấu hình CIP vì khi đó điện tử chủ yếu bị tán xạ trên chiều dày màng, có quãng đường tự do trung bình nhỏ hơn so với cấu hình CIP.
Cấu hình CPP đang là mối quan tâm lớn của các nhà nghiên cứu trong ứng dụng spintronics vì khả năng tạo ra các linh kiện mật độ và chất lượng cao hơn, tuy nhiên cấu hình CIP lại chiếm ưu thế do việc chế tạo cũng như hoạt động rất đơn giản.